# Mike Marshall
Cet article concerne l'acteur. Pour le joueur de baseball, voir Mike Marshall (lanceur). Pour les articles homonymes, voir Marshall.
Mike Marshall, né Michael William Marshall le 13 septembre 1944 à Los Angeles, en Californie et mort le 2 juin 2005 à Caen, dans le Calvados, est un acteur franco-américain.
Il est bien connu en France pour son rôle de « Mac Intosh » dans La Grande Vadrouille.

## Biographie

### Débuts
Né au centre médical Cedars-Sinai de Los Angeles, Mike Marshall est le fils de l'acteur, réalisateur et producteur américain Bill Marshall et de l'actrice française Michèle Morgan. Il est le demi-frère de l'actrice, scénariste et réalisatrice Tonie Marshall, fille de l'actrice Micheline Presle, deuxième épouse de son père.

### Carrière
Au divorce de ses parents, il est confié à son père qui veille à ce qu'il reçoive une éducation américaine. Il entame des études de droit et rêve aux techniques du cinéma. Pensionnaire (Sablonneux) de 1956 à 1958 à l'École des Roches à Verneuil-sur-Avre, en Normandie, il rejoint sa mère à Paris en 1961 et obtient la nationalité française.
Il suit les cours d'art dramatique de Raymond Girard. Au théâtre, il fait partie en 1964 de la distribution de Croque-monsieur, un grand succès de Marcel Mithois créé au théâtre Saint-Georges, et joué plus de 600 fois par Jacqueline Maillan, Henri Virlogeux, Hubert Deschamps et Jacques Dynam.
Il tourne son premier film en France, Patate, adapté de la pièce du même nom de Marcel Achard, sous la direction de Robert Thomas. Il a déjà figuré dans deux films d'outre-Atlantique : le premier, un film de science-fiction, est réalisé par son père, le second par Vincente Minnelli. Gérard Oury, alors compagnon de Michèle Morgan, lui offre dans La Grande Vadrouille le rôle d'un jeune aviateur britannique tombé sur le toit de l'opéra de Paris et caché dans sa loge par Louis de Funès, et le rôle du docteur dans la comédie Le Coup du parapluie, avec Pierre Richard et Valérie Mairesse.
En 1986, mère et fils tournent ensemble, pour la première et unique fois, dans Le Tiroir secret, feuilleton télévisé écrit par Danièle Thompson, fille de Gérard Oury, et réalisé par Édouard Molinaro, Nadine Trintignant, Michel Boisrond et Roger Gillioz. Tonie Marshall y tient aussi le rôle de sa sœur.

### Vie privée et mort
Mike Marshall est le père de six enfants issus de trois mariages. 
Il meurt le 2 juin 2005 à l'hôpital de Caen à l'âge de 60 ans. 

## Filmographie

### Cinéma
- 1961 : La Planète fantôme (The Phantom Planet) de William Marshall
- 1963 : Il faut marier papa - (The Courtship of Eddie's Father) de Vincente Minnelli
- 1964 : Patate, de Robert Thomas : Jean François de Baylac
- 1964 : Déclic et des claques de Philippe Clair
- 1965 : Les Deux orphelines - (Le due orfanelle) , de Riccardo Freda
- 1966 : Paris brûle-t-il ?, de René Clément : membre F.F.I
- 1966 : La Grande Vadrouille, de Gérard Oury : Alan Mac Intosh
- 1966 : La Fille de la mer morte (Fortuna), de Menahem Golan
- 1967 : Mieux vaut faire l'amour - (Susanne – die Wirtin von der Lahn) de Franz Antel
- 1968 : Con lui cavalca la morte de Giuseppe Vari
- 1968 : Je vends cher ma peau - (Vendo cara la pelle) de Ettore Maria Fizzarotti
- 1969 : Les Chemins de Katmandou, d'André Cayatte
- 1970 : Hello-Goodbye de Jean Negulesco
- 1970 : La Liberté en croupe d'Édouard Molinaro uniquement assistant réalisateur
- 1972 : Le Serpent de Henri Verneuil
- 1972 : Chacal (The Day of the Jackal) de Fred Zinnemann
- 1973 : Les Aventures de Rabbi Jacob de Gérard Oury - Rôle coupé au montage -
- 1973 : Quelques messieurs trop tranquilles, de Georges Lautner
- 1973 : L'Histoire très bonne et très joyeuse de Colinot trousse-chemise de Nina Companeez
- 1978 : Lady Oscar de Jacques Demy : Nicolas de La Motte
- 1978 : I love you, je t'aime de George Roy Hill
- 1979 : Moonraker, de Lewis Gilbert : colonel Scott
- 1979 : La Tour Eiffel en otage - (The hostage tower) de Claudio Guzman
- 1980 : Le Coup du parapluie, de Gérard Oury
- 1980 : Téhéran 43, nid d'espions de Alexandre Alov et Vladimir Naoumov
- 1981 : Une saison de paix à Paris - (Sezona mira u Parizu) de Predrag Golubović
- 1982 : La Morte vivante de Jean Rollin
- 1982 : Ça va pas être triste de Pierre Sisser
- 1984 : French Lover (Until September) de Richard Marquand
- 1985 : Maine Océan de Jacques Rozier
- 1986 : Club de rencontres de Michel Lang
- 1986 : Je hais les acteurs de Gérard Krawczyk
- 1987 : Johann Strauss, le roi sans couronne de Franz Antel
- 1987 : Grand Larceny de Jeannot Szwarc
- 1989 : Mister Frost de Philippe Setbon
- 1989 : La Révolution française / Les années terribles de Richard T. Heffron
- 1991 : SAS : L'Œil de la veuve (Eye of the Widow) d'Andrew V. McLaglen
- 1993 : Neuf mois de Patrick Braoudé
- 2001 : Fifi Martingale de Jacques Rozier
- 2003 : Les Aventures extraordinaires de Michel Strogoff de Bruno-René Huchez et Alexandre Huchez - dessin animé, voix -
- 2004 : L'Américain de Patrick Timsit

### Télévision
- 1972 : Meurtre par la bande (téléfilm) épisode de la série télévisée Les Cinq Dernières Minutes de Claude Loursais (à noter que c'est le premier épisode de la série tourné en couleur)
- 1973 : L'Alphomega, de Lazare Iglesis
- 1977 : La Petite Maison dans la prairie, épisode « L'or », le rôle du pasteur
- 1979 : Les Dames de la côte, de Nina Companeez
- 1983 : Les Enquêtes du commissaire Maigret, épisode : La Tête d'un homme de Louis Grospierre
- 1986 : Le Tiroir secret, 6 épisodes réalisés par Édouard Molinaro, Nadine Trintignant, Michel Boisrond et Roger Gillioz,
- 1986 : Un métier de seigneur, d'Édouard Molinaro
- 1987 : Les Enquêtes du commissaire Maigret, épisode : Les Caves du Majestic tiré du roman de Simenon et réalisé par Maurice Frydland
- 1988 : Maguy, épisode : Mort aux rafles (réalisé par Henri Garcin )
- 1990 : La Grande Dune de Bernard Stora
- 1996 : Les Nouvelles Filles d'à côté, épisode 121: «Jour de Chance»
- 1996 : Les Vacances de l'amour de Pat Le Guen, Olivier Altman, Emmanuel Fonlladosa, rôle récurrent du Captain Oliv
- 1997 : Jamais deux sans toi...t, épisode 131 de Dominique Masson : « Devine qui vient squatter »
- 1997 : Le Grand Batre, réalisée par Laurent Carceles d'après le roman de Frédérique Hébrard, rôle de Teddy
- 2000 : Avocats et Associés, épisode # 3.3 : « Le Bébé de la finale » de Denis Amar
- 2000 : Commissaire Moulin, épisode « Une protection très rapprochée » rôle de Machard
- 2003 : Navarro, épisode « Police Racket »

## Théâtre
- 1964 : Croque-monsieur de Marcel Mithois, mise en scène Jean-Pierre Grenier, Théâtre Saint-Georges
- 1988 : Le Vallon d'Agatha Christie, mise en scène Simone Benmussa, Théâtre Renaud-Barrault
- 1989 : Point de feu sans fumée de Julien Vartet, mise en scène Jean-Paul Tribout, Théâtre Édouard VII
- 1999 : L'Homme au Parapluie de W.Dinner et W. Morum, avec Alain Feydeau, mise en scène Daniel Royan, Théâtre de Saint Maur

## Doublage
Mike Marshall participa à de nombreuses séries étrangères et films en version française et anglaise tant en comédien de doublage, adaptateur ou directeur artistique.

### Direction de plateau
Cette section ne s'appuie pas, ou pas assez, sur des sources secondaires ou tertiaires indépendantes du sujet.

Pour l'améliorer, ajoutez-en, ou placez des modèles {{Source secondaire souhaitée}} ou {{Source secondaire nécessaire}} sur les passages mal sourcés. (novembre 2024)
Il dirigea les versions françaises ou anglaises des séries comme : 
- Drôles de petites bêtes d'après Antoon Krings, version anglaise
- Star Trek : Voyager, version française
- Mariés, deux enfants, version française
- Haine et Passion : (Guiding Light), version française
- Dans la Nature avec : Stéphane Peyron, version anglaise

### Post-Synchronisation
Mike Marshall dirigea des post-synchronisations de téléfilms français comme :
- 1995 : Baldipata (TV) de Michel Lang avec Annie Cordy et Charles Aznavour
- 1995 : Bébé coup de foudre (TV) de Michel Lang
- 1997 : Sans cérémonie (TV) de Michel Lang

### Séries animées
- Hack//Sign : Harold
- Cartouche, prince des faubourgs : Galichon
- Excel Saga : Kabapu
- Atomic Betty : Maximus